# Alexeï Morozov
Pour les articles homonymes, voir Morozov.
Alexeï Vikoulovitch Morozov (en russe : Алексей Викулович Морозов), né en 1857 à Moscou et mort en 1934 à Moscou, est un industriel russe, bourgeois d'honneur héréditaire et membre de la branche aînée de la célèbre dynastie des Morozov. Il fut aussi mécène et collectionneur.

## Biographie

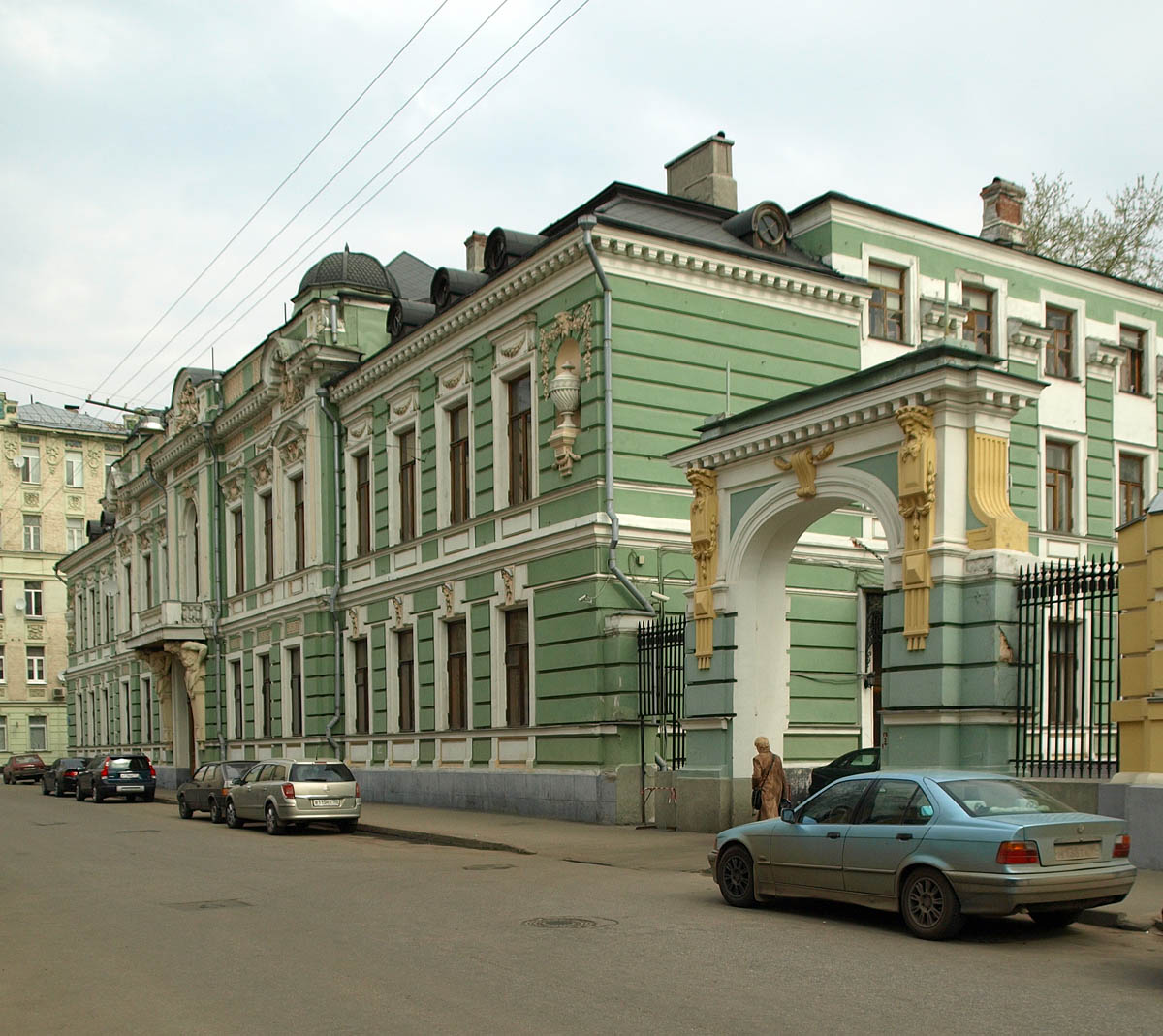
Vue de l'hôtel particulier d'Alexeï Morozov.

Alexeï Morozov est l'arrière-petit-fils de Savva Vassilievitch Morozov (1770-1862) qui fonda cette fameuse dynastie d'entrepreneurs russes issue des Vieux-Croyants. Il est l'aîné des fils de Vikoula Morozov (1829-1894) et en tant que tel ne peut terminer ses études pour entrer directement en 1877 dans les affaires familiales, surtout des manufactures de textile en pleine expansion. La famille Morozov compte au début du XXe siècle parmi les vingt familles d'industriels les plus fortunées de tout l'Empire russe. Elle compte aussi dans les familles de la classe des marchands (la population de l'Empire étant dès la naissance enregistrée en classes bien précises) qui  ont le plus d'influence à Moscou dans le domaine du mécénat et des œuvres de charité. Alexeï Morozov est à la tête de la « Compagnie Vikoula Morozov et Fils » à partir de 1897. Mais trois ans plus tard (il a quarante-trois ans), il décide de se retirer des affaires et laisse tous ses pouvoirs à son frère Ivan, afin de se consacrer pleinement à ses collections. Très cultivé par lui-même, il appartient aussi à la branche de la famille qui est la plus stricte en matière religieuse.
Il se passionne avant tout pour sa collection de porcelaine russe, sa collection de gravures (dont un catalogue est daté de 1912-1913), sa collection de portraits, sa collection d'argenterie et de miniatures et sa collection d'icônes (dont une extrêmement précieuse du XIIIe siècle), toutes des mains de maîtres russes. Sa collection d'icônes est considérée comme l'une des plus importantes de Russie, comparable à celle de Stepan Riabouchinski ou à celle d'Ilya Ostraoukhov. L'immense ancien hôtel particulier de son père, situé voie de la Présentation à Moscou et dont il a hérité, est entièrement consacré à la conservation de ses collections et à des expositions rares. Elles sont installées au premier étage et présentées pour certaines dans des vitrines spécialement faites chez Schmidt, tandis que le rez-de-chaussée est réservé à ses appartements privés. Son bureau est décoré de panneaux de Vroubel représentant Faust, Méphistophélès et Marguerite. Des rumeurs rapportées notamment par Le Bibliophile russe en 1913 circulent à Moscou selon lesquelles Morozov aurait l'intention de léguer ses collections à la ville de Moscou dans un musée qui leur serait spécialement consacré.
Ses collections l'amènent à voyager, mais surtout à rencontrer tous les collectionneurs et antiquaires de Moscou et de Saint-Pétersbourg. À Moscou, il fréquente aussi des artistes qu'il subventionne. Il fréquente aussi le salon de sa cousine par alliance, la fameuse mécène Margarita Morozova, où il rencontre des peintres, philosophes, hommes de lettres, et certains membres de l'aristocratie.
Après la révolution d'Octobre, une grande partie de sa famille émigre, mais il décide de demeurer dans son pays. Il subit plusieurs fois des attaques, mais la pire survient en mars 1918, lorsque des révolutionnaires lettons envahissent sa maison, manquent de le tuer et détruisent une partie de ses biens, dont toute sa collection de tabatières, de tissus anciens, une partie des porcelaines et des miniatures. Ses archives personnelles sont détruites. Ses collections sont confisquées et nationalisées le 19 août 1918, mais il réussit à conserver presque intacte sa collection de porcelaine et à obtenir la permission de demeurer dans deux pièces de son ancienne maison, afin d'être le conservateur de cette collection unique, désormais collection d'État et obtenant le statut de musée en juin 1919. Le musée est ouvert au public dans quatre pièces de l'ancien hôtel particulier en décembre 1919. Ses autres collections sont dispersées dans plusieurs musées russes. Le musée de la porcelaine de Morozov finalement est déménagé en 1929 dans l'ancien hôtel particulier du collectionneur Sergueï Chtchoukine, puis la plupart des pièces sont envoyées à Kouskovo en 1932.
Il meurt le 2 décembre 1934 à Moscou. Il est enterré au cimetière de la Transfiguration de Moscou.

## Source
- (ru) Cet article est partiellement ou en totalité issu de l’article de Wikipédia en russe intitulé « Морозов, Алексей Викулович » (voir la liste des auteurs).